# Aneta Patrascoiu
Aneta Patrascoiu (Rumania, 17 de octubre de 1967) es una nadadora rumana retirada especializada en pruebas de estilo espalda, donde consiguió ser medallista de bronce olímpica en 1984 en los 200 metros.

## Carrera deportiva
En los Juegos Olímpicos de Los Ángeles 1984 ganó la medalla de bronce en los 200 metros espalda, con un tiempo de 2:13.29 segundos, tras la neerlandesa Jolanda de Rover y la estadounidense Amy White.
Y en el Campeonato Europeo de Natación de Estrasburgo 1987 ganó la plata en los relevos de 4x200 metros estilo libre.